# Plinski razpršilec
 Plinski razpršilec oziroma poprovec je (kemična spojina, ki draži oči in s tem povzroči solze, bolečine, in začasno slepoto), ki se uporablja se v policiji, vojski, za nadzor nemirov, nadzor množic in za samoobrambo, vključno z obrambo pred psi in medvedi. Njegov pekoč učinek povzroča, da se morajo oči zapreti in s tem napadalcu odvzamemo vid. Ta začasna slepota omogoča policistu, da lažje obvlada osebo. Žrvtam pa ki ga uporoabijo za samoobrambo dajo dovolj časa za pobeg. Prav tako povzroča nelagodje in pekočo bolečino v pljučah, ki povzroči težko dihanje. Velja za zelo varno obrambno sredstvo saj je bilo smrtnih primerov zelo malo.